# ジェラルド・J・ポペック
ジェラルド・ジョン・ポペック（Gerald John Popek、1946年9月22日 - 2008年7月20日）は、アメリカの計算機科学者で、オペレーティングシステムと仮想化について研究、特に「PopekとGoldbergの仮想化要件」で知られている。

## 生涯
ニュージャージー州パセーイクで生まれる。1964年、ラザフォードの高校を卒業する際には卒業生総代を務めた。1968年、ニューヨーク大学で原子力工学の学士号を得て卒業。ハーバード大学に進学し、1970年には応用数学の修士号、1973年には博士号を取得。UCLAで教職につく。
1973年、Robert P. Goldberg と共同で完全仮想化をサポートするためのコンピュータアーキテクチャの必要条件である「PopekとGoldbergの仮想化要件」を提案した。UCLAでは、視覚化、ネットワークセキュリティ、オペレーティングシステムとデータベースの信頼性などを研究し、Center for Experimental Computer Science のセンター長となった。
1980年ごろ、単一システムイメージの考え方をいち早く実装した分散オペレーティングシステム LOCUS の開発に関わった。
1981年4月から1983年6月まで、DARPAが結成したBSDの「運営委員会」に参加し、4.2BSDの設計方針策定に関わっている。他の委員としては、ビル・ジョイ、デニス・リッチー、リチャード・ラシッドらがいた。
1982年、LOCUSを商業化するため Locus Computing Corporation を創業し、最高技術責任者 (CTO) 兼会長に就任した。同社は1995年、株式交換で Platinum Technology に買収され、ポペックは Platinum のCTOに就任している。
1999年、Platinumを離れ、「世界初のインターネット自動車会社」を標榜する CarsDirect.com のCTOに就任。2000年には CarsDirect.com を離れ、ISPの NetZero のCTOとなった。2001年、NetZeroは競合していた Juno と合併して United Online となり、ポペックは新会社のCTO兼執行副社長となった。
ポペックは2008年に亡くなったが、2009年6月、USENIX貢献賞を死後に贈られた。